# ديلان تشي أرخي عليا
ديلان‌ تشي أرخي عليا هي قرية في مقاطعة نقدة، إيران. عدد سكان هذه القرية هو 344 في سنة 2006.